# La pasticca blu
La pasticca blu è un singolo del gruppo musicale italiano Management, pubblicato il 17 settembre 2013 da MArteLabel e Universal.

## Descrizione
Il singolo ha anticipato la pubblicazione del secondo album in studio del gruppo, intitolato McMAO (2014). Scritto da Luca Romagnoli e composto da Marco Di Nardo, il brano è stato prodotto da Manuele "Max Stirner" Fusaroli insieme agli stessi membri del Management presso il Natural Head Quarter Studio di Ferrara tra l'ottobre del 2012 e l'estate del 2013. Il mastering della canzone è stato svolto presso gli Abbey Road Studios di Londra.
La pasticca blu è un riferimento al sildenafil, meglio conosciuto con il nome commerciale di Viagra. La metafora alla base del testo intende spostare gli effetti benefici del farmaco dal piano fisico a quello spirituale, ponendo la potenza creativa dell'arte come unico rimedio ad un'esistenza piatta e superficiale. A tal riguardo, Romagnoli ha dichiarato, «di fronte alla disfunzione erettile delle emozioni ci vuole la pasticca blu, una cura immaginaria fatta di poesia e musica, due portentosi rimedi al rimpicciolimento e alla banalizzazione della nostra esistenza».

## Video musicale
Il brano è accompagnato da un video musicale diretto da Luca Romagnoli, frontman del gruppo, e presentato in anteprima su la Repubblica XL il 21 giugno 2013. Le riprese sono state effettuate da Tommaso Giallonardo e Luca Madonna a Lanciano e documentano la vita quotidiana di Paolo Maria Cristalli, poeta abruzzese vincitore del Premio Fabrizio De André per la poesia con Ma ti pare poco il mare (2010). In occasione del MEI del 2013, il video de La pasticca blu ha ricevuto una candidatura per il Premio Italiano Videoclip Indipendente.

## Tracce
Download digitale
1. La pasticca blu – 3:49

## Classifiche
| Classifica (2013)     | Posizione massima |
| --------------------- | ----------------- |
| Italia (indipendenti) | 7                 |